# Hôtel de ville de Besançon
L'hôtel de ville de Besançon, communément appelé l'Hôtel de Ville, est un hôtel de ville du centre-ville historique (La Boucle) de Besançon, préfecture du département du Doubs, en Franche-Comté.

## Historique
Un hôtel de ville est construit place du 8-Septembre en 1393, à l'emplacement même de l'actuel bâtiment, entre l' église Saint-Pierre et le palais de justice. L'architecte Richard Maire modifie et agrandit l'édifice en 1573. Il présente une façade à bossages dans l'esprit des palais de la Renaissance italienne. Une grande niche dans la façade abritait jusqu’à la Révolution une statue en bronze de l'empereur Charles Quint chevauchant un aigle à deux têtes (armoiries de Besançon). 

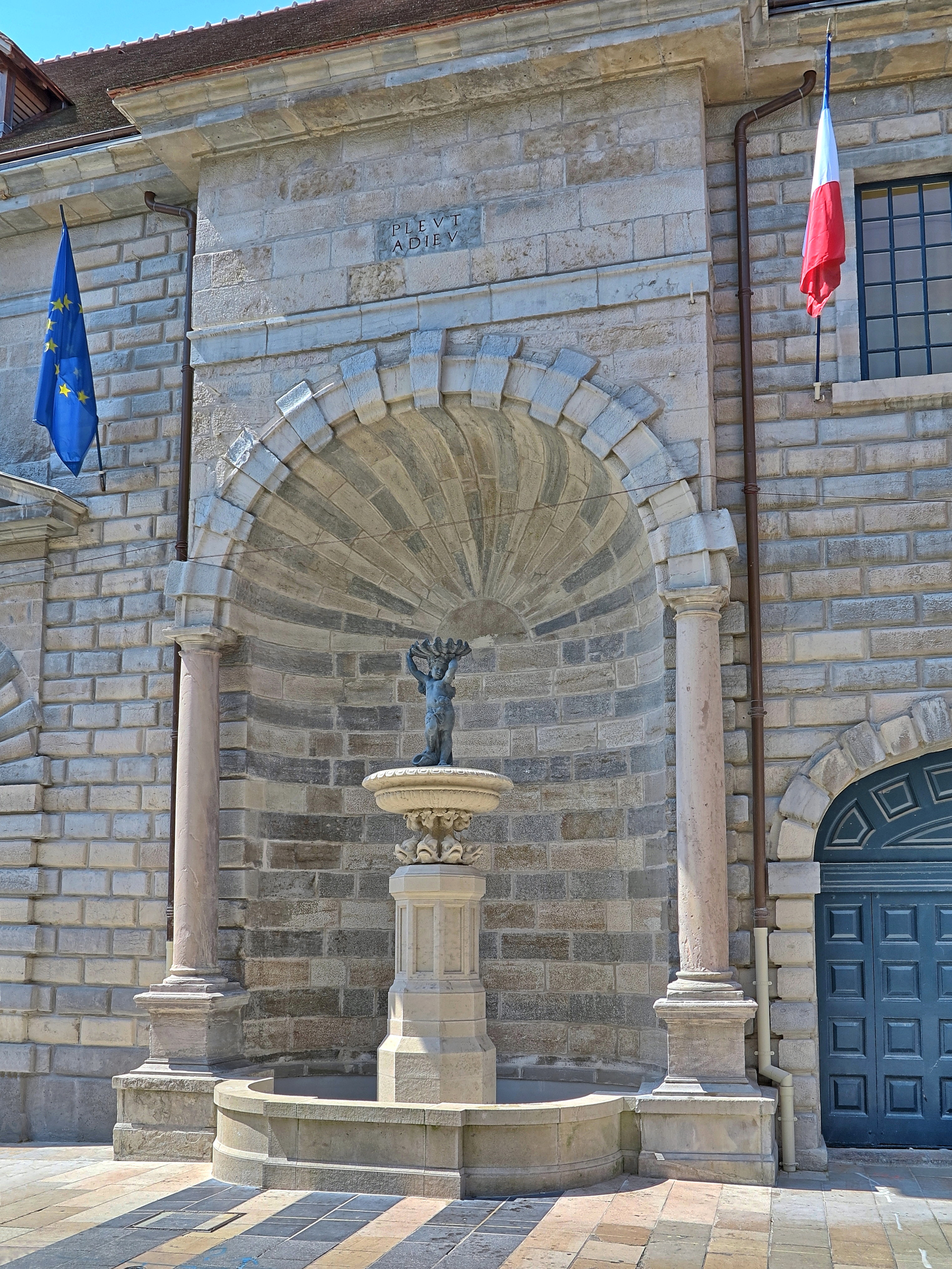
Fontaine de l'hôtel de ville.

La façade et les toitures de l'édifice font l’objet d’un classement au titre des monuments historiques depuis le 17 décembre 1912. Il est également inscrit partiellement (Les façades, les toitures et les caves de l'hôtel de ville, en totalité, situé 52 Grande Rue) par arrêté le 20 février 2019.
Le 25 juin 2015, l'intérieur est entièrement détruit par un incendie criminel provoqué par Bertrand Teyou. L’hôtel de ville rouvrira après de longs travaux 4 ans plus tard, le 4 mai 2019.